# Angelo Knorr (Chemiker)
Angelo Knorr (* 14. Februar 1882 in München; † 2. August 1932 in Greppin) war ein deutscher Chemiker, Fußballfunktionär und der vierte Präsident des FC Bayern München.

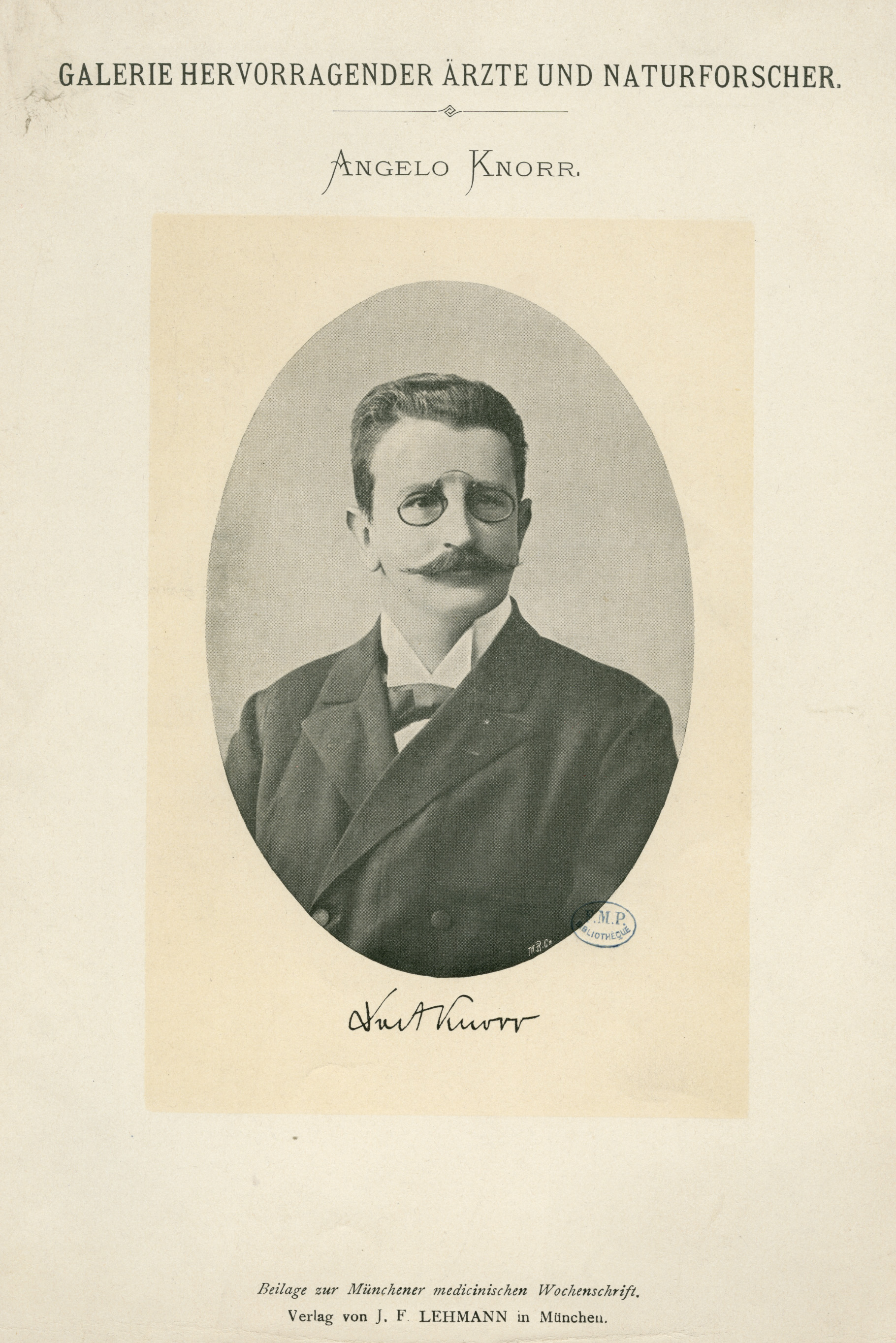

## Leben und Wirken
Knorr wurde am 14. Februar 1882 als Sohn des Kaufmanns Franz Knorr und als Urenkel des Kaufmanns und Bankiers Ludwig Knorr in München geboren. Katholisch erzogen besuchte er zunächst das örtliche Maximilians-, anschließend das Ludwigsgymnasium, das er im Juli 1901 mit dem Reifezeugnis verließ. Sein im Herbst 1901 begonnenes Chemie-Studium an der Ludwig-Maximilians-Universität zu München schloss er im November 1909 mit der Dissertation Chinoide und teilchinoide Verbindungen ab und promovierte mit summa cum laude. Seine Betreuer waren Wilhelm Schlenk (1879–1943) und Adolf von Baeyer (1835–1917).
Aufgrund seiner homosexuellen Neigungen reiste Knorr häufig nach Italien, wo Homosexualität im Gegensatz zu Deutschland seit 1889 nicht mehr strafbar war. Eine seiner Affären in München wurde ihm 1913 zum Verhängnis. Ein junger Stricher aus der Szene am Münchner Hauptbahnhof, der am 8. September 1913 von der Polizei aufgegriffen wurde, hatte ihn beim Verhör verraten. Knorr wurde Ende September 1913 in seiner Starnberger Zweitwohnung verhaftet. Er trat offenbar noch vor seiner Verhaftung – als er von den polizeilichen Untersuchungen gehört hatte – mit sofortiger Wirkung von seinem Amt als Präsident des FC Bayern München zurück. Gegen Zahlung einer Kaution von 100.000 Reichsmark wurde er freigelassen. Er ging danach in ein Sanatorium in Kreuzlingen, wo ein von ihm initiiertes Gutachten seine Schuldunfähigkeit bescheinigte. Deutlich wird darin auch die schwierige private Situation: der Vater hatte die Familie früh verlassen, die Mutter starb durch Suizid. Der von der Staatsanwaltschaft München im Juli 1914 mit einem zweiten Gutachten beauftragte renommierte Münchner Psychiater Emil Kraepelin kam zum gleichen Schluss: Knorr habe sich bei der zu Grunde gelegten Straftat in einem Zustand befunden, bei dem es zweifelhaft sei, ob er im Stande war, „eine freie Willensbestimmung auszuüben“, weshalb die Kriterien des § 51 RStGB (Schuldunfähigkeit) zuträfen. Am 28. August 1914 erkannte die 3. Strafkammer beim Landgericht auf Einstellung des Verfahrens.
Schließlich trat er als Kriegsfreiwilliger ins Heer ein, wurde jedoch bald entlassen. Er ging zunächst zu seinem Onkel Ludwig Knorr (1859–1921) nach Jena und arbeitete dann als Chemiker bei der I.G. Farben in Wolfen (Sachsen-Anhalt). Er beschäftigte, um sich ein „normales“ bürgerliches Ambiente zu verschaffen, Hedwig Bollnow als Haushälterin. Diese heiratete er 1917, ein Schritt, zu dem ihm ein befreundeter Arzt geraten hatte. Möglicherweise war es auch eine „Versorgungsheirat“, um die Frau abzusichern. Nach Berlin gewechselt, war er zunächst in der Nitritfabrik AG in Köpenick, anschließend bei Agfa in Treptow tätig, wo er in die mittlere Führungsebene aufstieg.
1932 wechselte er zur 1909 von Agfa gegründeten Filmfabrik Wolfen. Trotz erheblicher Erfolge im Bereich der Forschung und zahlreicher Erfindungen und Patente, hatte sich bei ihm eine schwere Depression eingestellt. Er starb 1932 in seiner Arbeitsstätte in Wolfen an den Folgen eines Schlaganfalls im Alter von 50 Jahren. Seine Frau zog danach nach Berlin.

## Engagement im Fußballsport
In seiner Jugend entdeckte Knorr die Leidenschaft zum Sport. Er spielte Rasentennis und war Mitglied im Münchner Sport-Club. Während seines Studiums hatte er sich bei den – weitgehend aus großbürgerlichen Kreisen stammenden – Mitgliedern engagiert. Er trug dazu bei, dass der FC Bayern München 1906 in den Münchner SC eingegliedert wurde. Am 4. September 1907 wurde Knorr der vierte Präsident des FC Bayern München. Er war maßgeblich daran beteiligt, den Verein durch Verpflichtungen internationaler Spieler zu professionalisieren. So verpflichtete er gegen erhebliche Zahlungen zur Saison 1910/11 den österreichischen Torwart Karl Pekarna. Zur Saison 1911/12 wurde gar der englische Trainer Charles Griffith vom Karlsruher FV verpflichtet.
Knorr hat damit maßgeblichen Anteil an der Professionalisierung des FC Bayern München. Er legte den Schwerpunkt auf den sportlichen Erfolg und organisierte auch Spiele gegen englische Vereine, beispielsweise Middlesbrough und Tottenham Hotspur. Sein Nachfolger als Präsident des FC Bayern München wurde – aufgrund der Stricheraffäre – Kurt Landauer, mit dem er zuvor längere Zeit zusammengearbeitet hatte und der die Internationalisierung weiterführte. Angelo Knorr war Ehrenmitglied beim FC Bayern.

## Veröffentlichungen
- Chinoide und teilchinoide Verbindungen. Dissertation. München 1909.